# Adventdalen
Adventdalen (vallée de l'avènement) est une vallée norvégienne située dans le Svalbard. D'une longueur d'au moins 25 km, elle suit un axe est-ouest et débouche dans l'Isfjorden. Elle draine la Adventelva et ses affluents, tous issus de la fonte des glaces. La végétation se résume à celle de la toundra environnante, sur laquelle vivent des rênes sauvages. Cette vallée permet de faire la jonction avec la Lundstromdalen débouchant sur la Kellstromdalen et donc à Sveagruva.